# Giacomo Guidi
Giacomo Guidi (ur. 16 września 1982 w Rzymie) – włoski szablista, srebrny medalista mistrzostw świata.
W 1998 roku zdobył złoty medal indywidualnie na mistrzostwach świata kadetów w Valencii. Na rozgrywanych trzy lata później mistrzostwach świata juniorów w Gdańsku.
Podczas mistrzostw świata w Lizbonie w 2002 roku Włosi w składzie: Giampiero Pastore, Giacomo Guidi, Aldo Montano i Luigi Tarantino zdobyli srebrny medal w turnieju drużynowym. W rywalizacji indywidualnej zajął tam ósme miejsce.
Ponadto zdobył srebrne medale w zawodach drużynowych na mistrzostwach Europy w Moskwie w 2002 roku i brązowy medal na mistrzostwach Europy w Bourges w 2003 roku.
Nigdy nie wziął udziału w igrzyskach olimpijskich.